# NGC 5463
NGC 5463, auch NGC 5463A genannt, ist eine 12,9 mag helle Galaxie vom Hubble-Typ S? im Sternbild Bärenhüter und etwa 321 Millionen Lichtjahre von der Milchstraße entfernt. Sie bildet zusammen mit dem Nicht-NGC-Objekt NGC 5463B eine optische Doppelgalaxie.
Das Objekt wurde am 19. März 1784 von Wilhelm Herschel mit einem 18,7-Zoll-Spiegelteleskop entdeckt, der sie dabei mit „eF, S, verified with 240 power and lE“ beschrieb.